# Radio Society of Great Britain

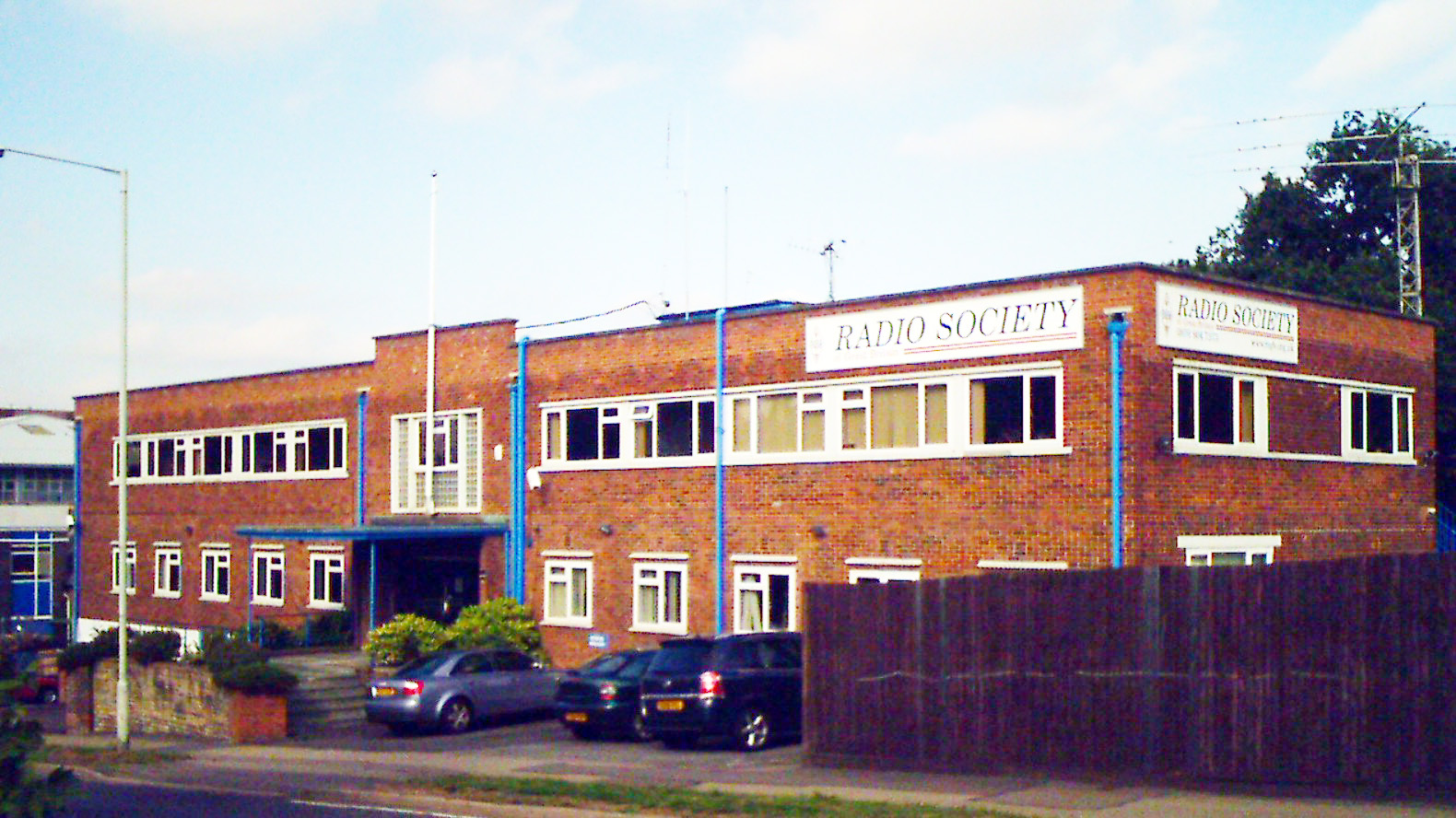
Hauptsitz der RSGB in Bedford (2006)

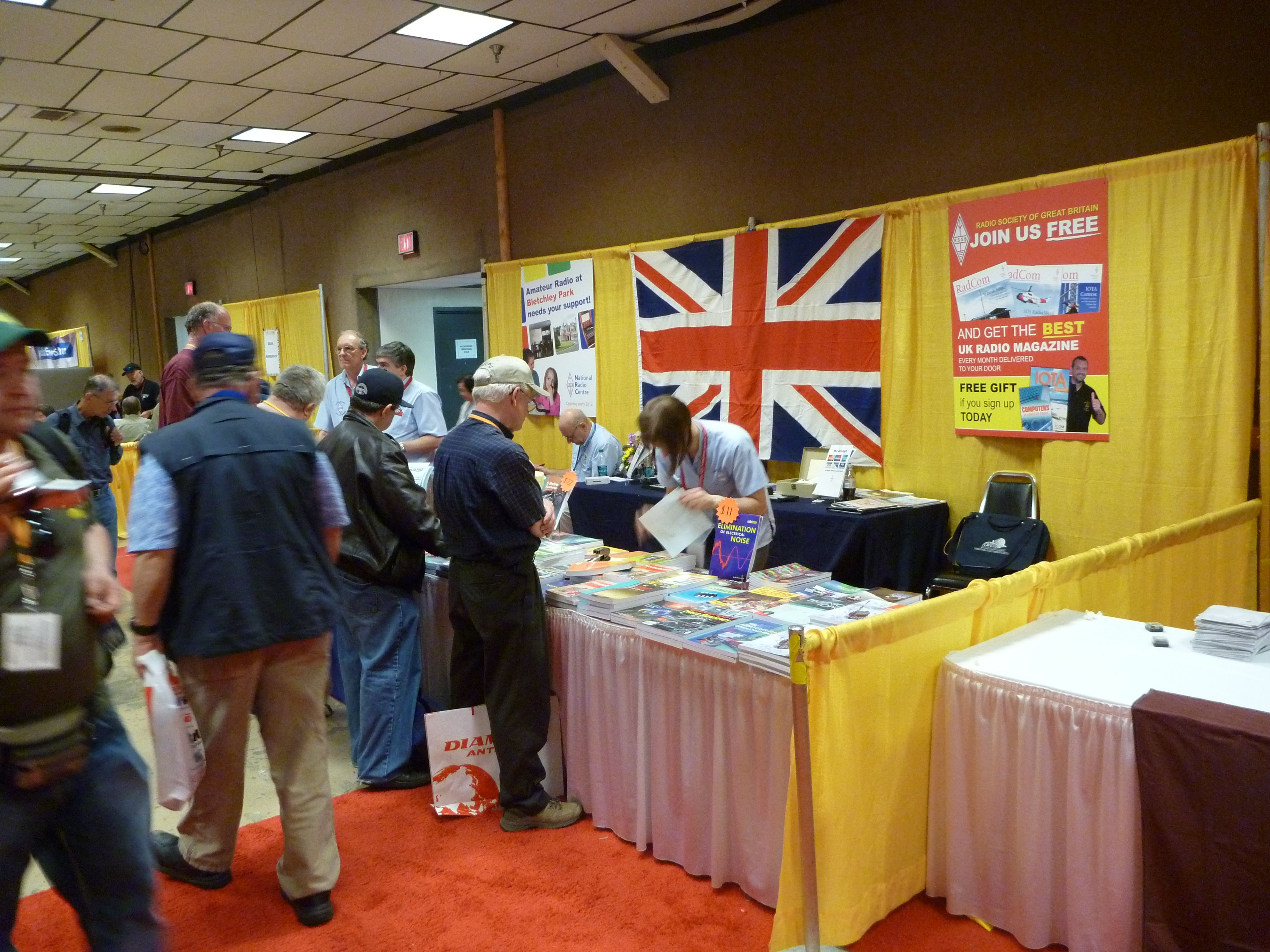
Stand der RSGB auf der amerikanischen Amateurfunkmesse Hamvention in Dayton (Ohio) (Mai 2011)

Die Radio Society of Great Britain (kurz RSGB; deutsch etwa „Amateurfunkverband von Großbritannien“) in Bedford ist der nationale Verband der Funkamateure in Großbritannien.
Sie wurde 1913 als London Wireless Club gegründet und hat rund 22.600 Mitglieder (2009). Ehrenvorsitzender war Prinz Philip. Die RSGB vertritt die Interessen der britischen Funkamateure und ist nationales Mitglied der International Amateur Radio Union (IARU).
Die Hauszeitschrift der RSGB heißt RadCom (siehe unter Weblinks). Die traditionsreiche und weltweit gelesene Amateurfunkzeitschrift erscheint einmal pro Monat. Sie widmet sich den diversen Mitgliederaktivitäten, wie Contesten, Aktionen wie SOTA und „DXpeditionen“, sowie den typischen Themen des Amateurfunks, wie Sende- und Empfangstechnik, Testberichte und Bauanleitungen zu Antennen und so weiter.
Die RSGB verfügt über einen eigenen Verlag und einen Shop (siehe unter Weblinks), über den Bücher und CDs zum Amateurfunk und verwandter Themen erhältlich sind, wie beispielsweise Spionage und Kryptologie.